# 아람 (지역)

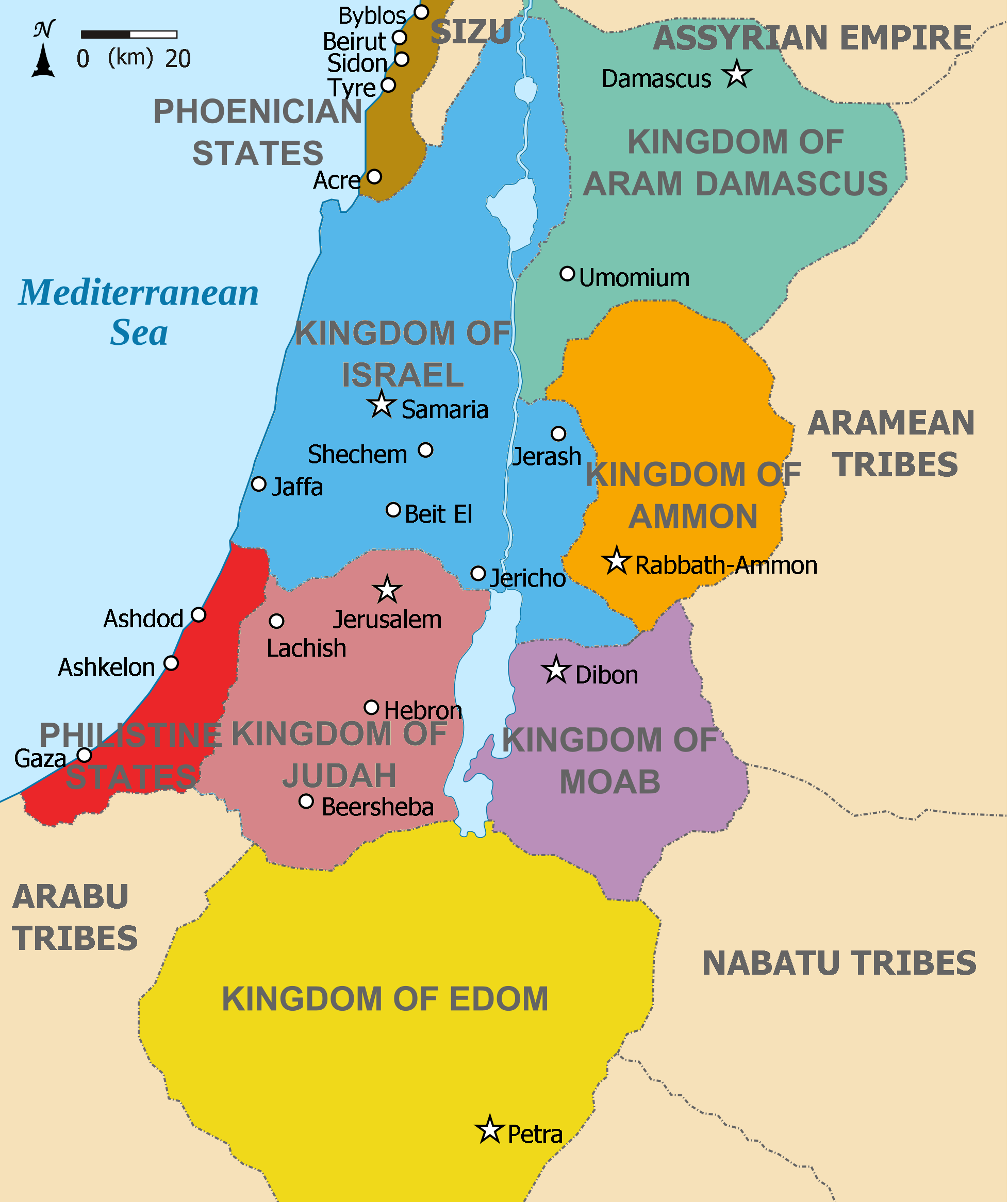
기원전 830년경 레반트 지역의 지도. 우측 상단에 청록색으로 '아람 다마스쿠스'(Aram Damascus)가 표시되어 있다.

아람(시리아어: ܐܪܡ, 아람어: 𐡀𐡓𐡌, 히브리어: אֲרָם)은 기원전 11~8세기경 지금의 시리아 지역에 있었던 아람인들의 도시 국가들을 일컫는다. 오랫동안 이스라엘을 침략했던 나라로 구약 성경에 자주 등장한다. 오늘날 시리아 지역에 해당하는 여러 개의 소규모 국가들로 구성되어 있었으며, 하나의 대제국으로 발전하지는 않았다. 가장 두드러진 국가는 아람 다마스쿠스로, 시리아 대부분의 지역을 포괄하게 되었다. 성경에서는 아람 다마스쿠스를 간단히 "아람"이라 지칭하는 경우가 흔하다.
셈의 아들인 아람의 후손들로 여겨지며 서쪽의 레바논산맥에서 유프라테스, 타우러스산맥에서 다메섹(다마스쿠스) 지방까지 아람으로 칭해졌다.
기원전 8세기 후반에 신흥 세력인 신아시리아 제국에 의해 최종적으로 정복된 이후, 신바빌로니아 제국(기원전 612–539년)과 아케메네스 제국(기원전 539–332년)의 지배를 연속적으로 받았다. 셀레우코스 제국(기원전 312–64년)의 통치 시기에는 이 지역을 지칭하는 헬레니즘식 명칭으로 "시리아"라는 용어가 도입되었다. 5세기 초에 이르러, 이러한 명칭은 아람의 종교적 및 세속적 문헌에서도 등장하였다. 결국 점진적으로 시리아라는 표기는 그리스어 작품의 아람어 번역뿐 아니라 아람 작가들의 자작 문헌에서도 점차 빈도가 높아지고 수용되었다.
아람인들은 서셈족에 속하는 사람들로 북셈어에 속하는 아람어를 사용했다. 아람어는 이 지역 전체에서 아카드어를 대체하며 공용어로 자리 잡았으며, 아케메네스 제국과 신바빌로니아 제국을 비롯한 여러 제국의 행정 및 상업 언어로 사용되었다. 기독교 성경은 초기부터 아람어로 번역되었고, 4세기경에는 에데사(우르하이) 지역의 아람어 방언이 문학 언어로 발전하여 '에데사 아람어'(우르하야) 또는 일반적으로 '시리아어'(Syriac)로 알려지게 되었다.

## 역사
아람인들은 기원전 11~8세기경에 시리아 북부 지방인 아람에 머무르며 살았는데 부족 중 일부는 메소포타미아의 광대한 지역을 장악하기도 했다. 아람인들은 히브리인들과도 모습이 비슷했고 구약성경에는 기원전 16세기경부터 하란 지방 근처 시리아 북부에서 거주했던 것으로 기록되어 있다.
기원전 11세기 말엽 아람인들은 비트-아디니라는 나라를 카르케미시 아래 위치한 유프라테스강 양쪽 기슭에 세웠으며 아나톨리아, 시리아 북부, 다마스쿠스를 포함하는 안티레바논 지역을 점령하게 되었다.
그러나 기원전 1030년 연합 이스라엘 왕국의 왕 다윗이 여러 이민족들을 정벌할 당시 소바(성경)의 왕 하닷에제르가 정벌 당하자 이에 두려움을 느끼고 군사를 일으켜 하닷에제르를 도왔다. 그러나 오히려 다윗 왕에게 크게 패해 군사 2000명이 죽고 조공을 바치게 되었다.
그 후에도 다윗에 대항해 암몬과 힘을 합쳐 반기를 들었으나 다윗의 부하 요압과 아비사이에 의해 정벌당해 더 이상 반기를 들지 않았다.
아람에 왕정 제도가 설립되고 본격적으로 성장한 것은 연합 이스라엘 왕국이 쇠퇴할 때인 솔로몬 왕 말기 시기로 엘야다의 아들이며 자신의 섬기던 옛 왕 소바의 왕 하닷에제르를 버리고 도망갔던 르손이 연합 이스라엘 왕국의 솔로몬 왕에 대해 반란을 일으켜 시리아의 다마스쿠스 지역에 아람 다마스쿠스 왕국을 건설하며 왕으로 즉위하였다고 한다.
그러나 동쪽으로 바빌로니아까지 세력을 확장해 바빌로니아의 왕위를 찬탈하고 아다드 아팔 이딘이라는 자신들의 왕을 내세웠다.
기원전 9세기경 바빌론으로부터 해안까지 전지역이 칼두(또는 카슈두：성서에서는 칼데아인으로 나옴)라는 아람인들의 수중에 넘어갔다. 아람인들에게 거의 포위되다시피 했던 아시리아가 공격을 개시해 기원전 853년 샬만에세르 3세가 카르카르 지방에서 하마트, 아람, 페니키아, 이스라엘 군대에 대항하여 전투를 벌였다. 이 전투가 결정적인 것은 아니었지만 기원전 838년 샬만에세르는 유프라테스 중부지역의 부족들이 점령하고 있던 영토를 병합할 수 있었다.
이후 아람은 이스라엘 왕국과 유다 왕국의 분열기 때 자주 침략했고 두 국가의 큰 문제로 남았다. 하지만 아시리아의 티글라트-필레세르 3세가 기원전 740년 시리아 북부에 있는 아람인들의 저항 중심지 아르파드를 점령함으로써 끝나게 되었다.
티글라트-필레세르 3세는 기원전 732년에 다마스쿠스를 점령함으로써 아람 다마스쿠스 왕국을 멸망시켰으며 기원전 720년 아시리아의 사르곤 2세에 의해 하마가 무너짐으로써 서쪽에 있던 아람 국가도 멸망하게 되었다.
티그리스강의 하류지역에 살던 아람인들은 비교적 오랫동안 독립을 유지했고 기원전 626년 칼데아의 장군 나보폴라사르가 스스로를 바빌론의 왕으로 칭하고 메디아와 스키타이와 연합하여 아시리아를 공격할 계획을 세웠다. 신바빌로니아, 곧 칼데아 제국 시기에는 칼데아인, 아람인, 바빌로니아인들을 구분하기가 어렵게 되었다.

## 같이 보기
- 아람인
- 아람 다마스쿠스